# Wojciech Kazimierz Jóźwiak
Wojciech Kazimierz Jóźwiak (ur. 31 października 1944 w Łodzi, zm. 28 stycznia 2012 tamże) – polski chemik, profesor zwyczajny w Instytucie Chemii Ogólnej i Ekologicznej Politechniki Łódzkiej.
Po ukończeniu w 1969 roku studiów chemicznych na Politechnice Łódzkiej całe życie zawodowe związał z macierzystą uczelnią. Specjalista w dziedzinie fizykochemii powierzchni i katalizy heterogenicznej. Tytuł profesora uzyskał w 2007. Autor i współautor książek i licznych artykułów w czasopismach naukowych. Wieloletni nauczyciel akademicki – promotor 12 doktorów.
Odznaczony m.in. Srebrnym Krzyżem Zasługi, Medalem Komisji Edukacji Narodowej oraz odznaką "Zasłużony dla Politechniki Łódzkiej". Pochowany został na Cmentarzu św. Rocha.